# Burgazada
Burgazada ou Burgaz (Ada signifiant île en turc), appelée Antigoni en grec, est la troisième île par la taille des Îles des Princes (Adalar) en mer de Marmara au large d'Istanbul en Turquie. Ces îles constituent l'un des districts d'Istanbul.

## Géographie

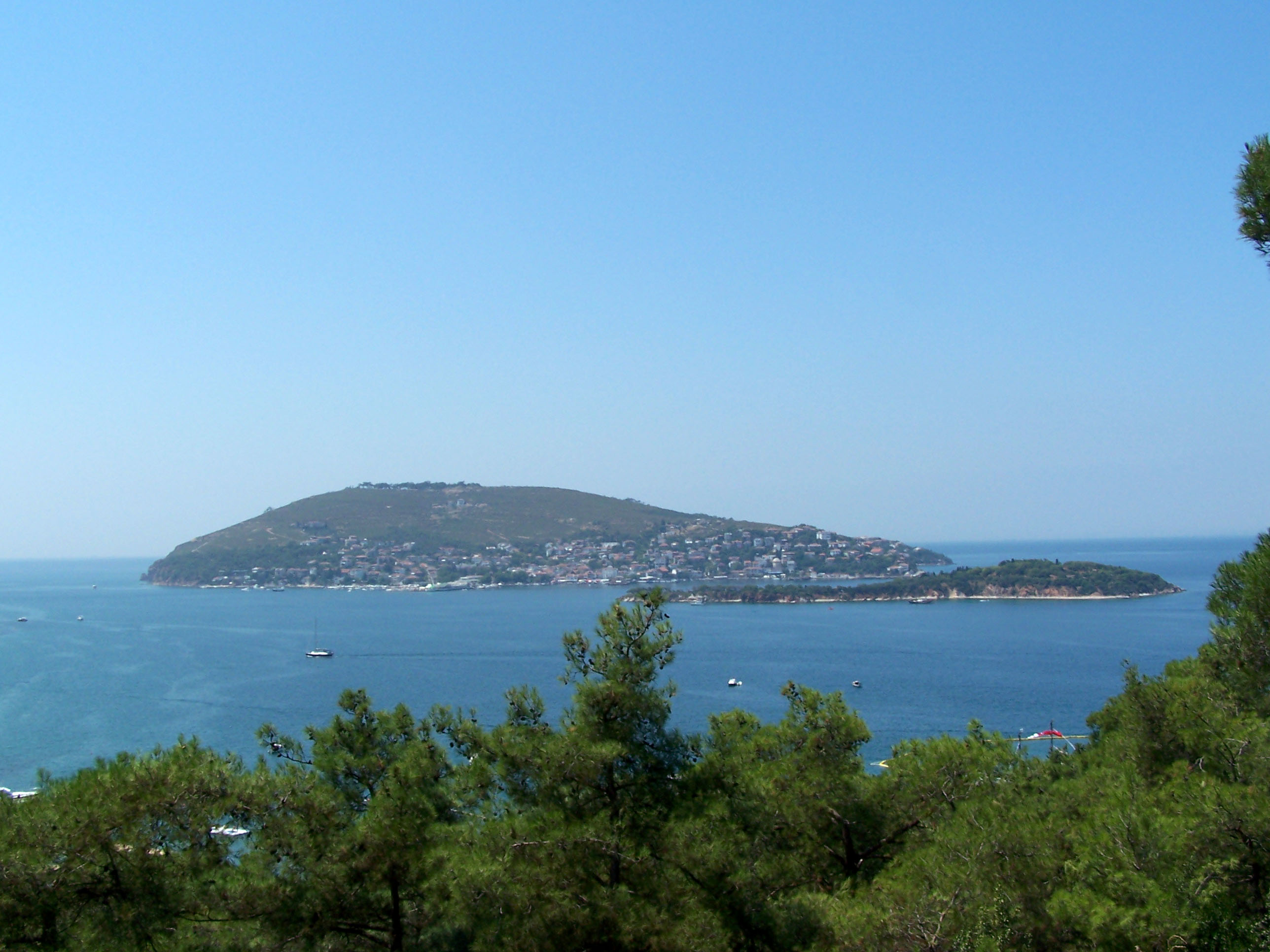
Burgazada vue depuis Heybeliada.

L'île d'une superficie de 1,5km² a une forme arrondie avec une largeur de 1,6 km pour un longueur de 1,7 km. Sa distance au port d'Istanbul est d'environ 14 kilomètres, et la bande côtière de la rive anatolienne d'Istanbul est située à environ 5 kilomètres. Il y a une seule colline d'importance sur l'île appelée Bayrak Tepesi (la colline du
Drapeau), d'une hauteur de 170 mètres. 
La population originelle de l'île est essentiellement composée de citoyens turcs d'origine grecque. À partir du XXe siècle, de riches habitants d’Istanbul ont commencé à s'installer sur l'île. Durant les années 1930, la population de l'île était d'environ 1 000 habitants durant l'hiver et 2 000 en été. En 1990, sa population était de 2 311 habitants en hiver, mais elle est tombée à 1 578 en 2000. De nos jours, la population de l'île est d'environ 15 000 habitants pendant la période estivale. 

## Histoire
Démétrios Ier Poliorcète, l'un des successeurs d'Alexandre le Grand, y fit construire un fort (Grec:Pyrgos pour fort/tour) prenant le nom de son père Antigone Le Borgne. L'île prit ce nom, Antigone, mais est généralement connue aujourd'hui sous le nom de Burgaz.
L'île, plus petite que Büyükada et Heybeliada, possède moins de monuments et paraît plus calme que ses voisines. L’église grecque orthodoxe Aya Yani (Saint-Jean-Baptiste) et son dôme vert sont facilement identifiables. Elle aurait été construite au milieu du IXe siècle par l’impératrice Théodora sur le lieu même où un patriarche se retrouva prisonnier dans un cachot durant 7 ans avec deux voleurs. A l'image d'autres îles de l'archipel, elle servit de lieu d'exil à certains personnages qui se rebellèrent contre l'autorité impériale comme Nicéphore Xiphias.
Le monastère de Hristos et l'hôpital Saint Georges sont également situés sur l'île. Selon la légende, le monastère a été fondé sur les ruines d’un ancien temple grec. Le sanatorium de Burgazada, l'un des premiers sanatoriums d'Istanbul, a été créé sur l'île en 1928. La seule mosquée de l'île est appelée la mosquée Burgazada et a été construite pour la célébration de l'anniversaire des 500 ans de la conquête de Constantinople en 1453.
La forêt qui couvrait l'île a presque entièrement disparu après un terrible incendie le 6 octobre 2003 qui a ravagé 47 hectares de conifères. En collaboration avec la municipalité métropolitaine d'Istanbul et d'autres organisations, l'île a entrepris des efforts de replantation au cours des dernières années, qui ont progressivement commencé à porter leurs fruits.

## Faits intéressants
L'écrivain turc Sait Faik Abasiyanik résida sur cette île et s'en inspira dans ses œuvres. Sa résidence est aujourd'hui transformée en musée. 
Comme sur les autres îles des Princes, la circulation des véhicules motorisés est interdite sur Burgazada. Des phaétons servent de taxis et des porteurs peuvent se charger des objets et paquets volumineux. Les deux moyens de transports les plus usités sont les bicyclettes et les calèches.